# Хочинский, Александр Юрьевич
Алекса́ндр Ю́рьевич Хочи́нский (29 февраля 1944, Ленинград, СССР — 11 апреля 1998, Санкт-Петербург, Россия) — советский и российский актёр театра и кино, бард. Заслуженный артист РСФСР (1980).

## Биография
Родился в семье эстрадного певца Юрия Хочинского (1924—1948) и ведущей артистки Ленинградского ТЮЗа Людмилы Красиковой (1923—2003).
Окончил 222-ю среднюю школу — Петришуле. Играл в Ленинградском ТЮЗе (более 60 ролей в спектаклях разных жанров — от сказок и современной драматургии до произведений отечественной и зарубежной классики, в том числе роль Гэндальфа в спектакле по Толкиену «Баллада о славном Бильбо Бэггинсе»), Театре сатиры на Васильевском. С 1980-х годов много работал в антрепризах в Москве и Санкт-Петербурге.
После изгнания главного режиссёра Зиновия Корогодского из Ленинградского ТЮЗа в 1988 году покинул театр вместе со многими его учениками и соратниками, в том числе со своей женой Антониной Шурановой. Некоторое время они работали в небольшом театре «Интерателье», а затем в 1994 году организовали театр «Глобус». С 1991 года — актёр киностудии «Ленфильм».
Обладал прекрасными вокальными данными, пел и в театре, и в кино. По словам одного из основоположников жанра авторской песни в России Александра Городницкого, «Хочинский был удивительным человеком, по облику он был шансонье. Ему удивительно шла гитара. Он был изящный, худой, стремительный, нервный». Самой знаменитой в его исполнении дуэтом с Валерием Золотухиным стала песня Лёвки Демченко «Журавль по небу летит…» из кинофильма «Бумбараш» (композитор Владимир Дашкевич, поэт Юлий Ким; 1971). Исполнил песни на стихи Дениса Давыдова в фильме «Эскадрон гусар летучих» (композитор Александр Журбин, в главной роли — Андрей Ростоцкий; 1980).
Скончался 11 апреля 1998 года в Санкт-Петербурге. Похоронен в Санкт-Петербурге на Серафимовском кладбище (4-й вязовый участок).

### Личная жизнь
Первая жена — Ирина Павловна Асмус (1941—1986), советская цирковая артистка. 
Вторая жена — Марина Цолаковна Азизян (род. 1936), сценограф, живописец, график.

Третья жена (с 1976 по 1998 год) — Антонина Николаевна Шуранова (1936—2003), советская и российская актриса театра и кино. Похоронена рядом с мужем в Санкт-Петербурге на Серафимовском кладбище (4-й вязовый участок).

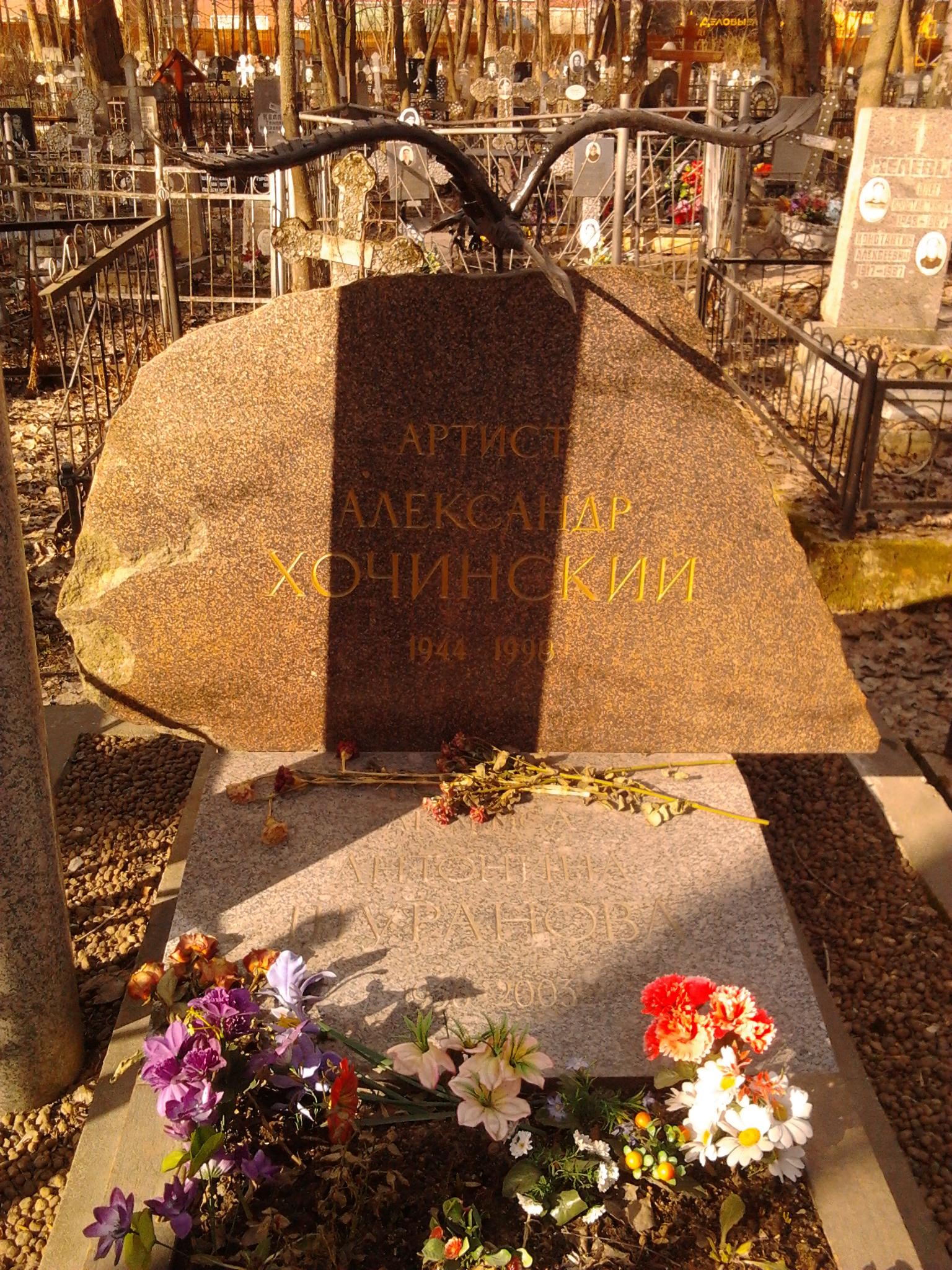
Надгробия А. Ю. Хочинского и А. Н. Шурановой на Серафимовском кладбище Санкт-Петербурга.

## Роли в ТЮЗе
- Глоток свободы — Анатоль, поручик;
- Гамлет — Розенкранц;
- Месс Менд — Биск О'Кейси;
- После казни прошу — один из рассказчиков;
- Весенние перевёртыши — Никита Богатов;
- Борис Годунов — Гаврила Пушкин;
- Кошка, которая гуляла сама по себе — Мужчина;
- Баллада о славном Бильбо Бэггинсе — Гэндальф;
- Нетерпение — Николай Васильевич Клеточников;
- "Профессия" Айзека Азимова — Ованес Балаян.

## Фильмография
- 1967 — В огне брода нет — красноармеец
- 1967 — Особое мнение
- 1969 — Вам! — пролетарий
- 1970 — Цвет белого снега — мастер по ремонту турникетов
- 1971 — Бумбараш — Лёвка Демченко, цыган-красноармеец
- 1971 — Тень — исполнение песни
- 1973 — Заячий заповедник — Жора
- 1973 — Великие голодранцы — Симонов
- 1974 — Рассказы о Кешке и его друзьях — Сергей «Кожаный»
- 1974 — Баллада о парнишке
- 1975 — Ар-хи-ме-ды! — Леонид Кошелев, худрук филармонии
- 1975 — Необыкновенное воскресенье — исполнение песен
- 1975 — Воздухоплаватель — механик-француз
- 1975 — Время-не-ждёт — исполнитель песни за кадром
- 1975 — Здравствуйте, я ваша тётя! — исполнитель песни «Любовь и бедность»
- 1976 — Строговы — Фёдор Ильич Соколовский, революционер, бывший гувернёр Голованова-младшего
- 1976 — Рождённая революцией — Родькин
- 1976 — Туфли с золотыми пряжками — плут
- 1976 — Если я полюблю… — Сергей
- 1977 — Свидетельство о бедности — Соколов Станислав Павлович, инспектор уголовного розыска
- 1977 — Деревья умирают стоя — певец
- 1978 — Три ненастных дня — певец в баре теплохода «Тарас Шевченко»
- 1978 — Женщина, которая поёт — Валентин Сергеевич, тренер, муж певицы Стрельцовой
- 1979 — Город принял — 'эпизод (отсутствует в титрах)
- 1979 — По данным уголовного розыска… — бывший уголовник Миша Костров («Червонец»)
- 1979 — Сегодня или никогда — Евгений Трофимов
- 1979 — Всё решает мгновение — исполнитель заглавной песни за кадром («Забурлит очень скоро в бассейне вода…»)
- 1980 — Эскадрон гусар летучих — исполнитель песен за кадром
- 1981 — Синяя ворона — Гы / Моруак / поручик / терапевт
- 1981 — Всем чертям назло (мультфильм)
- 1984 — Дорога к себе — Вова
- 1984 — И вот пришёл Бумбо... — артист цирка (нет в титрах)
- 1985 — Грустить не надо (музыкальный телефильм) — исполнение песни
- 1989 — Когда мне будет 54 года — Юрий Ярцев
- 1990 — Когда святые маршируют — Илья Мендель
- 1990 — Шаги императора — рассказчик
- 1991 — Пустыня
- 1992 — Генерал — Борис Пастернак
- 1992 — Странные мужчины Семёновой Екатерины — Геннадий
- 1993 — «Романс о Санта Крусе» — Педро
- 1993 — Юноша из морских глубин
- 1994 — Жизнь и приключения четырёх друзей. История 2 — военный моряк, хозяин овчарки Вархата